# Мелроуз (Вісконсин)
Мелроуз (англ. Melrose) — селище (англ. village) в США, в окрузі Джексон штату Вісконсин. Населення — 544 особи (2020).

## Географія
Мелроуз розташований за координатами 44°7′52″ пн. ш. 90°59′49″ зх. д. / 44.13111° пн. ш. 90.99694° зх. д. (44.131155, -90.996911).  За даними Бюро перепису населення США в 2010 році селище мало площу 2,17 км², з яких 2,08 км² — суходіл та 0,08 км² — водойми.

## Демографія
Згідно з переписом 2010 року, у селищі мешкали 503 особи в 212 домогосподарствах у складі 137 родин. Густота населення становила 232 особи/км².  Було 250 помешкань (115/км²).
Расовий склад населення:
| - 97,0 % — білих - 0,6 % — вихідців з тихоокеанських островів - 0,2 % — корінних американців - 0,2 % — чорних або афроамериканців - 0,2 % — азіатів - 1,6 % — осіб інших рас |

До двох чи більше рас належало 0,2 %. Частка іспаномовних становила 1,8 % від усіх жителів.
За віковим діапазоном населення розподілялося таким чином: 24,7 % — особи молодші 18 років, 55,6 % — особи у віці 18—64 років, 19,7 % — особи у віці 65 років та старші. Медіана віку мешканця становила 40,6 року. На 100 осіб жіночої статі у селищі припадало 94,2 чоловіків;  на 100 жінок у віці від 18 років та старших — 93,4 чоловіків також старших 18 років.
Середній дохід на одне домашнє господарство  становив 55 673 долари США (медіана — 43 125), а середній дохід на одну сім'ю — 62 736 доларів (медіана — 58 750). Медіана доходів становила 47 500 доларів для чоловіків та 38 214 долари для жінок. За межею бідності перебувало 15,9 % осіб, у тому числі 22,5 % дітей у віці до 18 років та 21,3 % осіб у віці 65 років та старших.
Цивільне працевлаштоване населення становило 289 осіб. Основні галузі зайнятості: освіта, охорона здоров'я та соціальна допомога — 24,6 %, мистецтво, розваги та відпочинок — 13,5 %, транспорт — 11,4 %, виробництво — 11,4 %.